# Шаран, Владимир Богданович
Влади́мир Богда́нович Шара́н (укр. Володимир Богданович Шаран; род. 18 сентября 1971, Маринополь, Ивано-Франковская область) — советский и украинский футболист, полузащитник. Выступал за сборную Украины. По завершении карьеры игрока стал тренером.

## Карьера
Воспитанник ДЮСШ г. Бурштын (первый тренер — М. С. Сит) и львовского спортинтерната.

### Карьера в клубе
Начинал выступления в клубе «Карпаты» (Львов), который выступал во второй лиге. В составе львовской команды дебютировал в день своего 18-летия.
В 1991 принял приглашение «Динамо» (Киев) и начал выступать в высшей лиге. Закрепиться в составе ему помог отъезд ведущих игроков киевлян в зарубежные клубы. Осенью 1991 дебютировал в еврокубках. Выступая уже в чемпионате Украины дважды (1993 и 1994), был чемпионом страны. В «Динамо» играл нападающего, потом полузащитника, а с приходом Фоменко переквалифицировался в левого защитника.
В 1994 перешёл в «Днепр», поскольку уже реже стал попадать в основу киевлян. В Днепропетровске отыграл 3 года, пользовался уважением главных тренеров команды — Бернда Штанге и Вячеслава Грозного.
С сезона 1997/98 играл снова в «Карпатах». Однако вскоре после перехода получил травму и вынужден был лечь на операцию по вырезанию мениска. Тем не менее, вернувшись в строй помог команде взять бронзовые медали чемпионата.
В 2001 году, из-за разногласий с новым руководством клуба, перешёл в другой клуб высшей лиги — в «Полиграфтехнику», к Роману Покоре.

### Карьера в сборных
С юношеского возраста привлёк внимание тренеров юношеских сборных СССР, выступал на многих международных турнирах. В 1990 году в Венгрии, с юниорской сборной СССР (U-18) завоевал золотые медали первенства Европы, а в 1991 году в Португалии с молодёжной сборной (U-20) стал бронзовым призёром чемпионата мира, сыграв на турнире 4 игры (еще в 2-х играх был в запасе).
Единственный матч за сборную Украины сыграл 11 ноября 1995 года на стадионе «Сан-Никола» (Бари) против сборной Италии (1:3). Это был матч 4-й группы отборочного турнира X чемпионата Европы (1996). На 51-й минуте матча был заменён Сергеем Поповым.

### Тренерская карьера
Вскоре по завершении игровой карьеры стал тренером. Сначала тренировал вторую команду «Кривбасса», затем молодёжный состав «Кривбасса». В 2005 году был главным тренером кировоградской «Звезды». В 2007—2008 — главный тренер клуба «Закарпатье». Ушёл из команды из-за невыплат заработной платы.
С февраля 2010 года по декабрь 2011 года — главный тренер ПФК «Александрия». После того как должность главного тренера была предложена Леониду Буряку заявил что должность спортивного директора клуба его не устраивает и он покидает клуб вместе с ассистентом и другом А. Купцовым. В январе 2012 года назначен главным тренером львовских «Карпат». 25 марта 2012 года из-за неудовлетворительных результатов «Карпат», Шаран уходит в отставку.
С 12 июня 2013 года — главный тренер ПФК «Александрия». За это время под его руководством команда последовательно завоевала серебро (2013/14) и золото (2014/15) первой лиги, оформив возвращение в Премьер-лигу. Лучший результат команды в УПЛ — бронзовые медали в сезоне 2018/19; в Кубке Украины команда Шарана доходила до полуфинала в сезоне 2015/16, также клуб два сезона подряд выступал в Лиге Европы (2016/17 и 2017/18), но их участие завершалось на квалификационных стадиях.

## Достижения

### В качестве игрока
«Динамо» (Киев)
- Чемпион Украины (2): 1992/93, 1993/94
- Обладатель Кубка Украины: 1992/93
- Серебряный призёр чемпионата Украины: 1992

«Днепр» (Днепропетровск)
- Финалист Кубка Украины (2): 1994/95, 1996/97
- Бронзовый призёр чемпионата Украины (2): 1994/95, 1995/96

«Карпаты» (Львов)
- Финалист Кубка Украины: 1998/99

Сборная СССР (U-19)
- Чемпион Европы: 1990

### В качестве тренера
«Александрия»
- Победитель Первой лиги Украины (2): 2010/11, 2014/15
- Серебряный призёр Первой лиги Украины: 2013/14
- Бронзовый призёр Премьер-лиги Украины: 2018/19